# 陈美
陈美（1978年10月27日—），华裔小提琴演奏家，兼善古典音樂及流行音樂，亦為滑雪運動員。

## 簡歷
陳美是一位新加坡出生的泰中混血兒，她的生父是泰國人，在旅馆工作；母親是華人，是一名律師。但後來父母離婚後母親改嫁一位同为律师的英國人Graham Nicholson，四歲時隨母親移居英國，幼年在倫敦成長，也是英國公民。
陳美三歲已開始彈鋼琴，五歲已開始拉小提琴。她八岁时在英国的私校就读，10岁时，在伦敦皇家音乐学院就读。她在十三歲時已為一張柴可夫斯基及貝多芬的協奏曲唱片作小提琴獨奏，成為有關表演的最年輕樂手。小時母親對她非常嚴厲，並對她的生活的每一個環節做出控制，甚而曾經對她進行體罰，而這後來導致了母女關係的破裂。

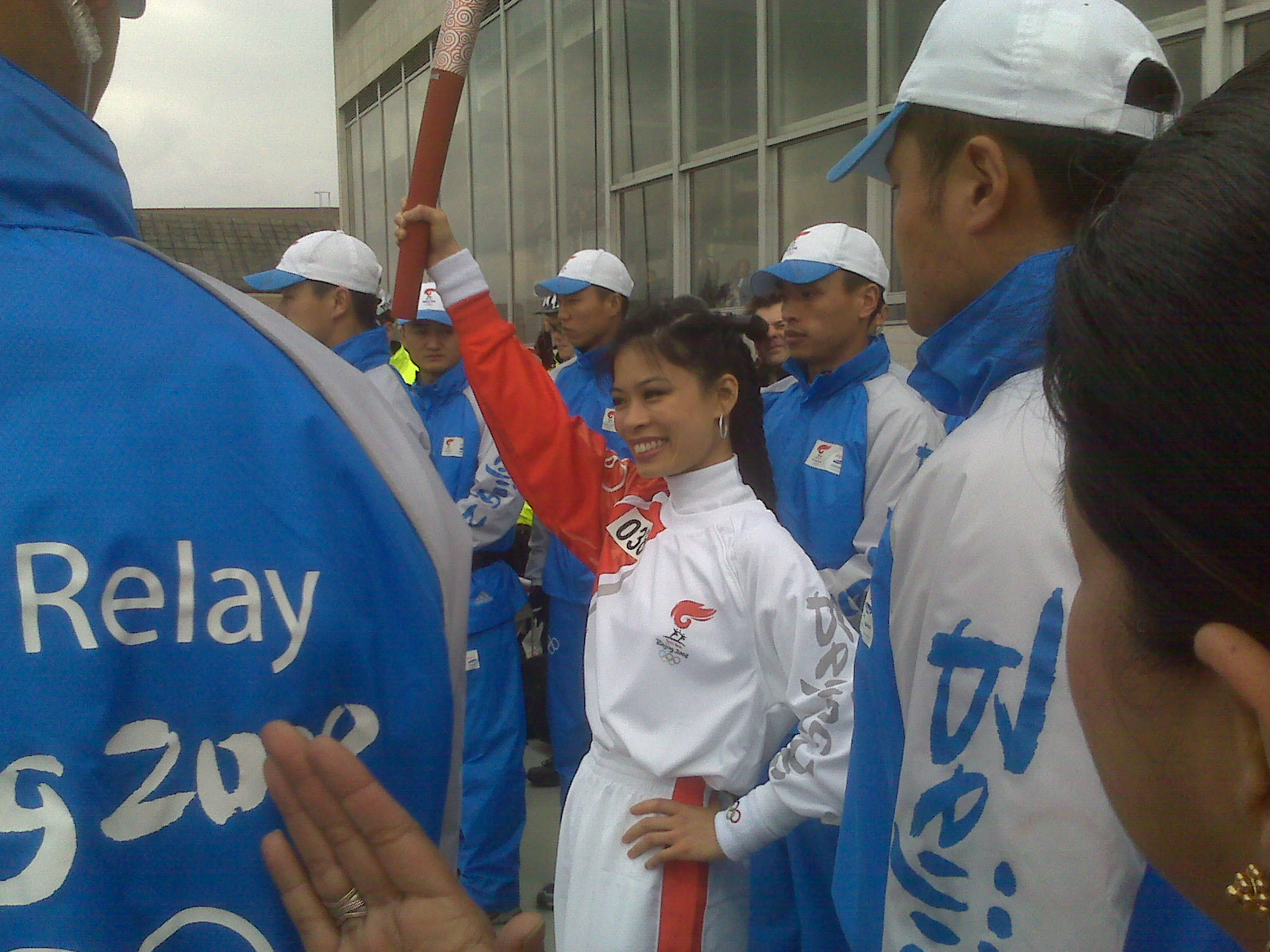
2008年4月，陈美担任北京奥运会火炬接力的伦敦站火炬手

2006年，陈美的唱片销量达到百万张，成为最富有的英国青年才俊之一，她在35个国家的超过250个城市演出，以她的流行乐系列及纯粹的古典乐的表演吸引了大批的听众。2008年，她担任北京奥运会火炬接力的伦敦站火炬手。2009年在瑞士采尔马特购买了房子并在此居住。
2013年，陳美到瑞士進行滑雪特訓，為了進軍奧運，改為泰國籍，并保留了英籍。她向泰国奥委会提出了申请，并通过了国际滑雪联合会认证，她借助了泰国生父的姓氏瓦纳阔恩参赛。2014年，她代表泰國參加索契冬季奧運會，成為泰國隊參加滑雪項目的兩名運動員之一。最後她以1分44秒86完成女子大曲道賽，名列倒數第一，不過她在滑完這段泥濘滑雪道後，仍然洋溢著興奮與喜悅，這也跟生母強迫她練習小提琴大有關係。
11月，國際滑雪聯合會（FIS）發布調查，認為陳美於2014年初參加斯洛維尼亞柯拉維奇（Krvavec）四場大曲道賽，涉及操縱成績，使她獲得足夠績分，參加冬季奧運。對她處以四年禁賽處分。但是国际体育仲裁院推翻了這項判決，因為沒有證據證實有此情形。

## 大碟列表
- Violin (1990)
- My Favourite Things - Kids' Classics (1991)
- Tchaikovsky & Beethoven Violin Concertos (1991/1992)
- The Violin Player (1994)
- The Violin Player - Japanese Releases (1995)
- The Alternative Record From Vanessa-Mae (1996)
- The Classical Album 1 (1996)
- China Girl - The Classical Album 2 (1997)
- Storm (1997)
- The Original Four Seasons and The Devil's Trill Sonata - The Classical Album 3 (1998)
- The Classical Collection - Part 1 (2000)
- Subject To Change (2001)
- The Best of Vanessa-Mae (2002)
- Choreography (2004)

## 外部連結

### 數據庫
- 陈美在Allmusic上的頁面
- 陈美在互联网电影资料库（IMDb）上的資料（英文）
- 陈美的Discogs页面（英文）
- 陈美在MusicBrainz上的頁面（英文）

### 樂迷網址
- The Magic of Vanessa-Mae （页面存档备份，存于）
- The Red Hot Vanessa-Mae Homepage （页面存档备份，存于）
- Four Seasons of Vanessa-Mae （页面存档备份，存于）
- Vanessa-Mae: Saying Power On Strings